# بولي أكريلات الصوديوم
بولي أكريلات الصوديوم (بالإنجليزية: Sodium Polyacrylate)‏ مادة فائقة القدرة على امتصاص الماء، وتصل قدرتها إلى امتصاص ماء بحوالي 200 إلى 300 ضعف كتلتها. أهم استخدامات بولي أكريلات الصوديوم حفاضات الأطفال لمنع تسريب الماء، وكلما زادت هذه المادة زادت قدرة الحفاضات على امتصاص الماء .تستخدم لانتاج الثلج الصناعي. تستخدم في الزراعة لقدرتها على الحفاظ بالماء لمدة طويلة تحت النباتات والأشجار.

## التركيب الكيميائي
[−CH2−CH(CO2Na)−]n